# Cercle nautique La Baule Le Pouliguen Pornichet
 (juin 2012).
Si vous disposez d'ouvrages ou d'articles de référence ou si vous connaissez des sites web de qualité traitant du thème abordé ici, merci de compléter l'article en donnant les références utiles à sa vérifiabilité et en les liant à la section « Notes et références ».

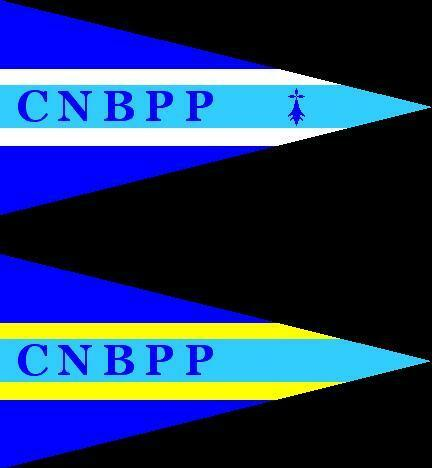
Guidons du CNBPP

Le cercle nautique La Baule Le Pouliguen Pornichet est un club de voile fondé en 1872 au Pouliguen sur la Côte d'Amour en Loire-Atlantique.

## Les origines
Elles remontent à la fin du XIXe siècle lorsque des régatiers et navigateurs plaisanciers se regroupent en association. En 1872 sont créées trois organisations plus ou moins sous tutelle des mairies de La Baule et du Pouliguen : le comité du cercle nautique de La Baule, la société des régates du Pouliguen et le centre de voile et de plaisance du Pouliguen.
Le cercle Nautique La Baule Le Pouliguen Pornichet naît de la fusion de ces trois associations en 1970. Avec sa prise participation en 1979, la municipalité de Pornichet apporte le second P au sigle aujourd’hui usité : CNBPP.
Son histoire est chargée d'événements liés au nautisme (La Baule-Dakar, Triangle Ouest-France...) et des marins connus tels que Marc Pajot, Bruno et Loïck Peyron se sont associés à son développement.

## Grandes dates
- 1967 : organise le championnat du monde de 505 (180 participants) ;
- 1973 et 1974 : le Cercle est nommé Club n°1 de l’année (classement FFV sur résultats des coureurs) ;
- 1976 : reçoit le Neptune d’argent ;
- 1978 : championnat du monde des Optimists ;
- 1980 à 1990 : Triangle Ouest France (10 éditions) : un millier de planches ;
- 1983 à 1991 : La Baule-Dakar (4 éditions) ;
- 1994 : championnat du monde de First Class 8 ;
- 1995 : Grand Prix de L’Estuaire ;
- 1999 : Audi Euro Cup et championnat du monde d’Iso Buzz ;
- 2000 : Audi Euro Cup ;
- 2001 : Select 6.50 et championnat d'Europe J22 ;
- 2004 : National J80, Pornichet Select 6.50 et Coupe internationale 505.

## Membres
- Alain Champy[réf. nécessaire]
- Jean-Claude Cornu[réf. nécessaire]
- Nicolas Fedorenko[réf. nécessaire]
- Jean-Marie Le Guillou
- Nicolas Le Guillou
- Jean-Yves Jaffrézic
- Odile Barré
- Florence Le Brun
- Stéphane Peyron
- Loïck Peyron
- Bruno Peyron
- Yves Pajot
- Marc Pajot

Parmi les membres actifs, on peut noter :
- Nicolas Loday : en 5o5 : champion de France (1967, 70 et 73), champion du monde (1972), d’Europe (1973) et vice-champion d’Europe (1976) ;
- Yves Loday : en Tornado, sélections aux Jeux olympiques de Moscou et Los Angeles, vice-champion d’Europe en 1988, 3e championnat du monde de 1989, champion d’Europe en 1992, champion olympique à Barcelone en 1992 ;
- Guy Sallenave : vainqueur Tour du Finistère 98, Barquera 98-2004. 1er au classement des croiseurs Atlantique 1996-97-98 ;
- Bruno Terrien : vice-champion de France senior en 470 (1980) ;
- Jonathan Loday : champion de France minime 1996 ;
- Florence Delory : vice-championne du monde HC 16 en 2002 ;
- Marine Gueguen : 5e championnat d'Europe PAV en 2003 ;
- Erwann Jarry - Glenn Gouron : vice-champions de France par équipe en 2004 ;
- Gwenael Dunand : vice-champion de France de RaceBoard en 2004.

## Récompense
En 2010, le CNBPP a reçu le prix « Top Club École de Sport » de la Fédération française de voile.